# Don Pardo
Pour les articles homonymes, voir Pardo.
Dominick George « Don » Pardo, né le 22 février 1918 à Westfield et mort le 18 août 2014 à Tucson, est un annonceur de radio et de télévision américain. 

## Biographie
Don Parodo a commencé sa carrière sur WHJJ.
Don Pardo est célèbre aux États-Unis pour avoir été la voix de nombreuses émissions populaires, dont notamment les jeux télévisés Jeopardy! et The Price Is Right, le journal du soir NBC Nightly News, et surtout le Saturday Night Live dont il est la voix historique.